# Lucius Manlius Vulso Longus
Lucius Manlius Vulso Longus var en romersk general og statsmand, der tjente som konsul for den Romerske Republik i 256 og 250 f.Kr. Han huskes for sine militære succeser. Hans militære bedrifter, særligt i forbindelse med Slaget ved Kap Ecnomus, bidrog væsentligt til romernes sejr i den Første Puniske Krig.

## Karriere
Under Lucius' voksne liv stillede han op som konsul flere gange og lykkedes to gange. Begge gange endte han med at lede militære ekspeditioner. De romerske konsulers embedsperiode var et år. To konsuler regerede ad gangen, og man kunne tjene op til to perioder. Det var konsulernes opgave at styre provinserne, lede hære i store krige og lede Senatet og forsamlingerne.
Han opstillede i 259 f.Kr., men tabte til Lucius Cornelius Scipio. Derefter opstillede han med succes i 256 og 250 f.Kr. I 256 f.Kr. regerede han sammen med Marcus Atilius Regulus og i 250 f.Kr. sammen med Gajus Atilius Regulus. I 256 f.Kr. sejlede Lucius og Marcus Atilius Regulus til Afrika under den Første Puniske Krig for at kæmpe mod Karthago – se Slaget ved Kap Ecnomus. Rom havde forberedt en stor flåde på 330 skibe og 140.000 mænd (100.000 besætningsmedlemmer og 40.000 soldater), Karthago havde en lidt større flåde på 350 skibe og 150.000 mænd. Romerne sejlede i slagformation med tre eskadriller. To af eskadrillerne, under kommando af konsulerne Marcus Atilius Regulus og Lucius Manlius Vulso Longus, førte an. Den tredje eskadrille var bagved og beskyttede hestetransportskibene, der var mellem dem. De sejlede i en trekantet formation på grund af den stærke base, der var let at støtte under slaget og også svær at bryde op.
Karthagerne var positioneret i en lang horisontal linje med Hamilkar i midten og to lidt fremskudte sider. De to karthagiske flanker avancerede, hvilket efterlod hovedlinjen alene. Denne linje blev straks gjort til mål på grund af dens sårbarhed.  De første to eskadriller var de primære skibe, der kæmpede mod midten af den karthagiske flåde. Da soldaterne kæmpede under begge konsuler, som deltog personligt i slaget, følte de sig endnu mere opmuntrede til at kæmpe med al deres styrke og besejrede karthagerne efter en omfattende kamp. Derefter kom eskadronerne flådens bagside til hjælp. Manlius' eskadrille gik efter den karthagiske venstre side, der var i færd med at angribe transportskibene, mens Regulus angreb Hanno. At redde disse transportskibe var afgørende for romernes senere sejre ved Aspis, da disse skibe indeholdt heste til kavaleriet og ekstra mad og forsyninger, som var nødvendige for at kæmpe på land. Efter slaget var omkring halvdelen af Karthagos flåde blevet erobret eller sunket. Begge konsuler landede derefter i Afrika for hurtigt at omgruppere og sejlede derefter videre til Kap Bon, hvor de landede nær Aspis. Her omringede de byen og opstillede en garnison. Derefter sendte konsulerne tropperne ud for at plyndre nærområdet, som var meget rigt. De drev kvæg sammen, brændte de riges huse, fangede slaver og ødelagde byens forsvar. I mellemtiden instruerede Senatet den ene konsul om at vende tilbage til Rom med flåden, mens den anden skulle blive med hæren i Afrika. Manlius endte med at vende tilbage med størstedelen af flåden og fangerne.
Under sin anden embedsperiode som konsul i 250 f.Kr., sammen med Gajus Atilius Regulus, stod Manlius overfor nogle svære tider. I årene op til 250 f.Kr. havde Rom haft mange mislykkede militære foretagender. Efter at have mistet 150 skibe under en storm på åbent hav, havde de næsten helt trukket sig tilbage fra søkrigsførelse. Begrænset til kamp på land modtog romerne nu nyheder om at have mistet over halvdelen af deres tropper i Afrika efter en elefants stormløb. Dette skabte en stor frygt for elefanter, hvilket afstedkom, at romerne nægtede at komme inden for en kilometers afstand fra dem. Efter disse begivenheder havde hæren en generel mangel på kampånd, som Lucius’ anden periode ville hjælpe med at genrejse. Sammen med Gajus Atilius byggede han 50 skibe og igangsatte en stor kampagne, som havde til formål at samle søfolk og organisere en flåde. I mellemtiden første Hasdrubal, karthageren, sine tropper fra Lilybaeum og slog lejr nær Panormus i juni 250 f.Kr., hvor Caecilius' hær fik karthagernes elefanter til at stampe deres egen hær, hvilket førte til forbedret moral og selvtillid blandt hæren. Hermed blev konsulerne opfordret til at afslutte krigen. De sejlede til Sicilien med omkring 120 skibe. De standsede og ankrede ud for Lilybaeum og belejrede byen. Romerne troede, at hvis de kontrollerede denne havn, ville det være let at vinde krigen. Karthagerne forstod også den åbenlyse vigtighed af denne havn og samlede deres hele styrke for at redde byen. Karthagerne havde en styrke på omkring 10.000 lejesoldater (keltere og grækere) til at beskytte befolkningen mod romerne.
Romerne tabte til karthagernes uventede angreb. Karthagerne sejlede 50 skibe fra Afrika under Hannibals kommando for at forsøge at redde byen ved at angribe mod midten af havnen. Romerne forsøgte ikke at stoppe flådens indtræden på grund af deres pludselige fremkomst og ugunstige vinde i en fremmed havn. Kort efter brød kampe mellem hærene ud, og til sidst trak karthagerne sig tilbage, og romerne opretholdt deres blokade. Senere besejrede karthagerne endeligt romerne, da de satte ild til de steder, som romerne havde overtaget. Selv efter de store tab, som romerne led ved Lilybaeum, var Lucius Manlius hurtigt i stand til at rekruttere omkring 10.000 sømænd i Rom og sendte dem til Sicilien, hvor de planlagde at angribe Drepana, en havneby omkring 24 mil nord for Lilybaeum. Det romerske forsøg under det andet konsulskab af Lucius Manlius Vulso mislykkedes i sidste ende, men det viser hans lederevner gennem hans evne til at konstant at kunne rekruttere flere søfolk, selv efter et alvorligt tab. Med disse evner var han i stand til at hjælpe Rom med at vedblive i krigen, som de i sidste vandt.

## Død
Lucius Manlius Vulso Longus døde i 216 f.Kr. Intet er kendt om, hvordan han døde. Da han døde i 216 f.Kr., betyder det, at han levede i omkring 83 år, da man skulle være omkring 40 år gammel for at opstille som konsul – og første gang han opstillede var i 259 f.Kr. Det er sandsynligt, at han døde af naturlige årsager, da han var omkring 83 år gammel, hvilket var meget gammelt for en person, der levede i antikkens Rom. Hvis dette er korrekt, ville hans fødsel være et sted omkring 300 f.Kr.

## Analyse af bidrag
Lucius Manlius er gennem årene generelt blevet anerkendt som endnu en konsul, der hjalp med militære sejre. I Slaget ved Kap Ecnomus var hans kommandoskills afgørende for at redde transportskibene, hvilket gjorde det muligt for romerne efterfølgende at indlede et angreb ved Aspis. I sin anden periode bragte han hæren i en forbedret og positiv sindstilstand ved at bygge en ny flåde og rekruttere mange sømænd, selv efter tabene ved Lilybaeum.